# Stephane Omeonga
Stephane Richi Omeonga (Rocourt, 27 marzo 1996) è un calciatore belga, centrocampista del Panserraïkos.

## Biografia
Nasce in Belgio, a Rocourt, nel comune di Liegi, da una famiglia originaria della Repubblica Democratica del Congo, terzo di cinque fratelli, due maschi e due femmine.

## Caratteristiche tecniche
È un centrocampista centrale, le cui doti principali sono l'agilità e la corsa. Ha un buon passaggio e sa fare girare la palla.

## Carriera

### Club

#### Avellino
Inizia a giocare a calcio con il Flémalle, passando in seguito allo Standard Liegi, dove rimane otto stagioni, e quindi all'Anderlecht, dove resta due anni. Nell'estate 2016 si trasferisce in Italia, all'Avellino, che ne comunica l'acquisizione a titolo definitivo prima dell'apertura ufficiale del mercato calcistico. Debutta con i campani il 7 agosto, nel 2º turno di Coppa Italia, giocando tutta la gara, persa per 2-0 sul campo del Bassano Virtus, squadra di Lega Pro. La prima in Serie B la gioca invece il 27 agosto, alla prima di campionato, disputando tutti i 90 minuti nel pareggio per 1-1 in casa contro il Brescia. Chiude la stagione con 31 presenze complessive, terminando il campionato al 14º posto.

#### Genoa
Nell'estate 2017 va in ritiro a luglio a Neustift con il Genoa, che ne formalizza l'acquisto a titolo definitivo dall'Avellino soltanto un mese dopo. Esordisce con i rossoblu il 20 agosto, alla prima gara di campionato, pareggiata per 0-0, giocata in trasferta a Reggio Emilia contro il Sassuolo, entrando al 74' al posto di Goran Pandev. Alla fine della prima stagione si contano 21 sue presenze complessive.
Nella stagione seguente riesce a esordire soltanto il 31 ottobre 2018, subentrando a Mazzitelli nella partita conclusasi con una sconfitta per 2-1 contro il Milan (recupero della prima giornata).

#### Prestiti all'Hibernian e al Cercle Bruges
Visto il poco spazio trovato nel club ligure (3 presenze in campionato e 1 in Coppa Italia), il 18 gennaio 2019 viene ceduto in prestito all'Hibernian, in Scozia.
A fine anno torna al Genoa, che il 23 luglio lo cede nuovamente in prestito, questa volta ai belgi del Cercle Bruges.
Tuttavia, in Belgio trova poco spazio e il 17 gennaio fa ritorno, sempre in prestito, all'Hibernian.

#### Pescara
Il 10 settembre 2020, dopo avere rescisso con il Genoa, firma per il Pescara.

### Nazionale
Nel 2011 viene convocato dall'Under-15 belga, con la quale disputa tre gare, segnando una rete. Sei anni dopo ritorna a giocare nelle giovanili belghe, esordendo con l'Under-21 il 10 ottobre 2017, nella gara vinta per 2-0 in trasferta a Larnaca contro Cipro, incontro valido per le qualificazioni all'Europeo 2019 in Italia, subentrando all' 86' a Orel Mangala.

## Statistiche

### Presenze nei club
Statistiche aggiornate al 16 febbraio 2023.
| Stagione          | Squadra           | Campionato        | Campionato | Campionato | Coppe nazionali | Coppe nazionali | Coppe nazionali | Coppe continentali | Coppe continentali | Coppe continentali | Altre coppe | Altre coppe | Altre coppe | Totale | Totale | Totale |
| Stagione          | Squadra           | Comp              | Pres       | Reti       | Comp            | Pres            | Reti            | Comp               | Pres               | Reti               | Comp        | Pres        | Reti        | Pres   | Reti   |        |
| ----------------- | ----------------- | ----------------- | ---------- | ---------- | --------------- | --------------- | --------------- | ------------------ | ------------------ | ------------------ | ----------- | ----------- | ----------- | ------ | ------ | ------ |
| 2016-2017         | Avellino          | B                 | 30         | 0          | CI              | 1               | 0               | -                  | -                  | -                  | -           | -           | -           | 31     | 0      |        |
| 2017-2018         | Genoa             | A                 | 19         | 0          | CI              | 2               | 0               | -                  | -                  | -                  | -           | -           | -           | 21     | 0      |        |
| 2018-2019         | Genoa             | A                 | 3          | 0          | CI              | 1               | 0               | -                  | -                  | -                  | -           | -           | -           | 4      | 0      |        |
| Totale Genoa      | Totale Genoa      | Totale Genoa      | 22         | 0          |                 | 3               | 0               |                    | -                  | -                  |             | -           | -           | 25     | 0      |        |
| gen.-giu. 2019    | Hibernian         | SP                | 10+5       | 0          | SC+CdL          | 2+0             | 0+0             | UEL                | -                  | -                  | -           | -           | -           | 17     | 0      |        |
| 2019-gen. 2020    | Cercle Bruges     | D1                | 3          | 0          | CB              | 1               | 0               | -                  | -                  | -                  | -           | -           | -           | 4      | 0      |        |
| gen.-giu. 2020    | Hibernian         | SP                | 8          | 0          | SC+CdL          | 2+0             | 1+0             | -                  | -                  | -                  | -           | -           | -           | 10     | 1      |        |
| Totale Hibernian  | Totale Hibernian  | Totale Hibernian  | 23         | 0          |                 | 4               | 1               |                    | -                  | -                  |             | -           | -           | 27     | 1      |        |
| 2020-2021         | Pescara           | B                 | 24         | 0          | CI              | 1               | 0               | -                  | -                  | -                  | -           | -           | -           | 25     | 0      |        |
| 2021-2022         | Livingston        | SP                | 25+2       | 0          | SC+CdL          | 2+1             | 0               | -                  | -                  | -                  | -           | -           | -           | 30     | 0      |        |
| 2022-2023         | Livingston        | SP                | 20         | 0          | SC+CdL          | 0+3             | 0               | -                  | -                  | -                  | -           | -           | -           | 23     | 0      |        |
| Totale Livingston | Totale Livingston | Totale Livingston | 45+2       | 0          |                 | 6               | 0               |                    | -                  | -                  |             | -           | -           | 53     | 0      |        |
| Totale carriera   | Totale carriera   | Totale carriera   | 147+2      | 0          |                 | 16              | 1               |                    | -                  | -                  |             | -           | -           | 165    | 1      |        |

### Cronologia presenze e reti in nazionale
| Cronologia completa delle presenze e delle reti in nazionale ― Belgio under 21 | Cronologia completa delle presenze e delle reti in nazionale ― Belgio under 21 | Cronologia completa delle presenze e delle reti in nazionale ― Belgio under 21 | Cronologia completa delle presenze e delle reti in nazionale ― Belgio under 21 | Cronologia completa delle presenze e delle reti in nazionale ― Belgio under 21 | Cronologia completa delle presenze e delle reti in nazionale ― Belgio under 21 | Cronologia completa delle presenze e delle reti in nazionale ― Belgio under 21 | Cronologia completa delle presenze e delle reti in nazionale ― Belgio under 21 |
| Data                                                                           | Città                                                                          | In casa                                                                        | Risultato                                                                      | Ospiti                                                                         | Competizione                                                                   | Reti                                                                           | Note                                                                           |
| ------------------------------------------------------------------------------ | ------------------------------------------------------------------------------ | ------------------------------------------------------------------------------ | ------------------------------------------------------------------------------ | ------------------------------------------------------------------------------ | ------------------------------------------------------------------------------ | ------------------------------------------------------------------------------ | ------------------------------------------------------------------------------ |
| 10-10-2017                                                                     | Larnaca                                                                        | Cipro under 21                                                                 | 0 – 2                                                                          | Belgio under 21                                                                | Qual. Europeo Under-21 2019                                                    | -                                                                              | 86’                                                                            |
| 22-3-2018                                                                      | Doetinchem                                                                     | Paesi Bassi under 21                                                           | 1 – 4                                                                          | Belgio under 21                                                                | Amichevole                                                                     | -                                                                              | 46’                                                                            |
| 26-3-2018                                                                      | Lovanio                                                                        | Belgio under 21                                                                | 3 – 0                                                                          | Ungheria under 21                                                              | Qual. Europeo Under-21 2019                                                    | -                                                                              | 75’                                                                            |
| 11-10-2018                                                                     | Udine                                                                          | Italia under 21                                                                | 0 – 1                                                                          | Belgio under 21                                                                | Amichevole                                                                     | -                                                                              | 46’ 89’                                                                        |
| 15-11-2018                                                                     | Cluj-Napoca                                                                    | Romania under 21                                                               | 3 – 3                                                                          | Belgio under 21                                                                | Amichevole                                                                     | -                                                                              | 46’                                                                            |
| 20-3-2019                                                                      | Slagelse                                                                       | Danimarca under 21                                                             | 3 – 2                                                                          | Belgio under 21                                                                | Amichevole                                                                     | -                                                                              | 46’                                                                            |
| 3-6-2019                                                                       | Le Mans                                                                        | Francia under 21                                                               | 3 – 0                                                                          | Belgio under 21                                                                | Amichevole                                                                     | -                                                                              | 46’                                                                            |
| 22-6-2019                                                                      | Reggio Emilia                                                                  | Belgio under 21                                                                | 1 – 3                                                                          | Italia under 21                                                                | Europeo Under-21 2019 - 1º turno                                               | -                                                                              | 59’                                                                            |
| Totale                                                                         |                                                                                | Presenze                                                                       | 8                                                                              |                                                                                | Reti                                                                           | 0                                                                              |                                                                                |